# روي ليفي
روي يوسف ليفي (بالعبرية: רועי לוי‏)؛ (1979 - 7 أكتوبر 2023) هو ضابط في الجيش الإسرائيلي حمل رتبة عقيد. آخر ما تولاه كان قيادة وحدة رفائيم. وقبلها تولى قيادة مركز التدريب الناري، ولواء برعام، والوحدة 621 – إيجوز، وكتيبة الحضر، ولواء جولاني. قُتل في معركة رعيم خلال عملية طوفان الأقصى.